# Elk Mound
Elk Mound ist eine Gemeinde (mit dem Status Village) im Dunn County im US-amerikanischen Bundesstaat Wisconsin. Bei der Volkszählung im Jahr 2010 hatte Elk Mound 878 Einwohner.

## Geografie
Elk Mound liegt im mittleren Nordwesten Wisconsins unweit des Red Cedar River, der über den Chippewa River zum Stromgebiet des Mississippi gehört.
Die geografischen Koordinaten von Elk Mound sind 44°52′23″ nördlicher Breite und 91°41′28″ westlicher Länge. Das Gemeindegebiet erstreckt sich über eine Fläche von 5,93 km². Die Gemeinde Elk Mound ist vollständig von der Town of Elk Mound umgeben, gehört dieser aber nicht an.
Nachbarorte von Elk Mound sind Chippewa Falls (29,8 km ostnordöstlich), Eau Claire (19,6 km ostsüdöstlich), Menomonie (20,2 km westlich), Tainter Lake (28,4 km nordwestlich) und Colfax (16,2 km nordnordwestlich).
Die nächstgelegenen größeren Städte sind Minnesotas Hauptstadt St. Paul (115 km westlich), La Crosse (157 km südsüdöstlich) und Rochester in Minnesota (141 km südwestlich).

## Verkehr
Die Interstate 94 verläuft in nordwest-südöstlicher Richtung entlang des südwestlichen Zentrums von Elk Mound. Der U.S. Highway 12 führt parallel zum I-94 als Hauptstraße durch den Ort. An der nordwestlichen Ortsgrenze treffen die Wisconsin State Highways 29 und 40 (an dessen südlichem Endpunkt) zusammen. Alle weiteren Straßen sind untergeordnete Landstraßen, teils unbefestigte Fahrwege sowie innerörtliche Verbindungsstraßen.
Für den Frachtverkehr verläuft neben dem US 12 eine Eisenbahnstrecke der Union Pacific Railroad durch das Gemeindegebiet von Elk Mound. 
Der nächste Flughafen ist der Chippewa Valley Regional Airport in Eau Claire (20,4 km östlich); der größere Minneapolis-Saint Paul International Airport liegt 135 km westlich.

## Bevölkerung
Nach der Volkszählung im Jahr 2010 lebten in Elk Mound 878 Menschen in 334 Haushalten. Die Bevölkerungsdichte betrug 148,1 Einwohner pro Quadratkilometer. In den 334 Haushalten lebten statistisch je 2,63 Personen. 
Ethnisch betrachtet setzte sich die Bevölkerung zusammen aus 90,8 Prozent Weißen, 0,6 Prozent Afroamerikanern, 0,7 Prozent amerikanischen Ureinwohnern, 5,0 Prozent Asiaten sowie 0,5 Prozent aus anderen ethnischen Gruppen; 2,5 Prozent stammten von zwei oder mehr Ethnien ab. Unabhängig von der ethnischen Zugehörigkeit waren 2,5 Prozent der Bevölkerung spanischer oder lateinamerikanischer Abstammung. 
30,6 Prozent der Bevölkerung waren unter 18 Jahre alt, 62,2 Prozent waren zwischen 18 und 64 und 7,2 Prozent waren 65 Jahre oder älter. 49,7 Prozent der Bevölkerung war weiblich.
Das mittlere jährliche Einkommen eines Haushalts lag bei 43.580 USD. Das Pro-Kopf-Einkommen betrug 20.530 USD. 9,4 Prozent der Einwohner lebten unterhalb der Armutsgrenze.